# Jasmineira elegans
Jasmineira elegans är en ringmaskart som beskrevs av Saint-Joseph 1894. Enligt Catalogue of Life ingår Jasmineira elegans i släktet Jasmineira och familjen Sabellidae, men enligt Dyntaxa är tillhörigheten istället släktet Jasmineira och familjen Sabellariidae. Arten är reproducerande i Sverige. Inga underarter finns listade i Catalogue of Life.